# 3221 Changshi
3221 Changshi је астероид главног астероидног појаса са средњом удаљеношћу од Сунца која износи 2,203 астрономских јединица (АЈ).
Апсолутна магнитуда астероида је 13,3.